# Neomochtherus sphaeristes
Neomochtherus sphaeristes är en tvåvingeart som beskrevs av Tsacas 1963. Neomochtherus sphaeristes ingår i släktet Neomochtherus och familjen rovflugor. Inga underarter finns listade i Catalogue of Life.